# The Bribe (film 1913)
The Bribe è un cortometraggio muto del 1913 diretto da Robert G. Vignola.

## Produzione
Il film, che fu prodotto dalla Kalem Company, venne girato nel Cliffside Park in New Jersey.

## Distribuzione
Uscito in sala l'8 settembre 1913, il film - un cortometraggio in una bobina - fu distribuito dalla General Film Company.